# Sankta Gertruds kyrkoruin, Falkenberg

Sankta Gertruds kyrkoruin är en kyrkoruin från medeltiden i Falkenberg i Halland.

## Kyrkobyggnadens historia
Under medeltiden hade Falkenberg tre stenkyrkor, Sankta Gertruds kyrka, Sankt Laurentii kyrka samt Munkkällaren som i äldre skrifter upptas som Heliga korsets kapell.
Sedan lång tid har man känt till Sankta Gertruds kyrkoruin. Den är upptagen i Richardssons Hallandia 1752. I början av 1900-talet fanns delar kvar av murar som höjde sig 1 meter över marknivå. Senare tilläts bygge av fastighet mitt över ruinen. Långt senare flyttades detta hus till annan plats. Kyrkoruinen kunde restaureras och området planeras. Sankta Gertruds kyrka var ganska stor och hade haft en fristående tornbyggnad i sten. Det senare var mycket ovanligt på medeltiden i Halland. Runt ruinen ligger en gammal kyrkogård.